# Tri barrel
Tri barrel（トライバレル）は、スタジオ・ミュージシャンである尾崎博志（ペダル・スティール・ギター、ドブロ・ギター、古橋一晃（ギター）、河合徹三（ベース、マンドリン）の3人で構成される器楽曲音楽ユニット。

## ディスコグラフィー
2013年6月、カントリー・ミュージック、ブルーグラス、ジャズなどのカバー曲とオリジナル6曲から構成される1stアルバム『詩のかけら』をリリース。2022年6月に2ndアルバムリリース決定。

### 収録曲
1. The Night Rider / Jimmy Bryant
2. 風の通りみち / 尾崎博志
3. Blues For Dixie / .O.W.Mayo
4. Bluesette / Toots Thielemans
5. Noe / 河合徹三
6. Honey Fingers / Clay Allen/Leon  Rhodes
7. FUKU-MAME / 河合徹三
8. 陽のあたるところへ / 古橋一晃
9. 薄青山脈[うすあおやまなみ] / 河合徹三
10. killer Joe / Benny Golson
11. Snuff Queen / Russ Hicks
12. Stealin' Corn / Norman D.Hamlet/ Ruy Nichols
13. 詩のかけら / 河合徹三

## ライブ
Tri barrelは定期的にライブを行なっており、最近ではライブ時に漢字1文字のお題を聴衆から募り、次回ライブのテーマとするのを恒例としている。テーマに因んだ曲をメンバー3人各々が持ち寄り、Tri barrelの編曲として、流行歌から、フォークソング、ジャズ、ファンク、映画音楽など、幅広い曲が聴けるのも、Tri barrelのライブならではの楽しみとなっている。
オリジナル曲にサザン・ロック、とりわけスワンプ・ロック色の強い楽曲『FUKUMAME』（河合作曲）があり、節分の時期の"豆まきライブ"が結成年より恒例となっている。ラストの本曲が終わると聴衆はステージの3人めがけて、豆まきが出来る。鬼の面を被りスワンプ・ロックを弾き上げる、3人の超絶技巧の職人技の迫力は見事であり、ライブ後の豆だらけのステージも目を引く。
3人編成のバンドだが、数多くの楽器がステージに並ぶ。アコースティック・ギター、エレクトリック・ギター、ペダル・スティール・ギター、リゾネーター・ギター、ドブロ・ギター、コントラバス、エレクトリックベース、マンドリン、ウクレレベース、ハーモニカ、バウロン等。一曲の中で全員が持ち替える『大道芸』（メンバー3人曰く）の様な楽曲もあり、巧みに楽器を操る技術に、音楽家、楽器・音楽に詳しいファンも多い。